# Microlenecamptus albonotatus
Microlenecamptus albonotatus là một loài bọ cánh cứng trong họ Cerambycidae.